# Праслов, Пётр Петрович
Пётр Петрович Праслов (1908—1994) — командир взвода разведки 468-й отдельной разведывательной роты (60-я стрелковая дивизия, 47-я армия, 1-й Белорусский фронт), старшина.

## Биография
Пётр Петрович Праслов родился в крестьянской семье в селе Подклетное Ендовищенской волости Землянского уезда Воронежской губернии (в настоящее время микрорайон в городе Воронеж). Окончил начальную школу, работал в колхозе. В мае 1941 года был избран председателем сельсовета.
В июле 1941 года Семилукским райвоенкоматом был призван в ряды Красной армии. На фронтах Великой Отечественной войны с августа 1941 года.
Приказом по войскам Северо-Западного фронта от 11 сентября 1942 года красноармеец Праслов за мужество и героизм в боях с немецко-фашистскими захватчиками и выполнения заданий командования по разведке в глубоком тылу противника и проведению диверсионных операций был награждён медалью «За отвагу».
Командир отделения разведки 2-го отряда заграждения разведывательного отдела штаба фронта рядовой Праслов неоднократно выполнял задания по разведке в тылу противника, проведению диверсионных операций по разрушению важных коммуникаций, уничтожению живой силы и техники. При проведении операции по уничтожении Демянской группировки противника он лично из автомата уничтожил 9 солдат противника, а в рукопашной схватке прикладом автомата уничтожил ещё двоих. Приказом по Северо-Западному фронту от 18 ноября 1943 года он был награждён орденом Красной Звезды.
18 июня 1944 года по заданию командования сержант Праслов переправился через реку Турья для захвата контрольного пленного. Достигнув переднего края обороны противника, он первым ворвался в траншею противника и, услышав взорвавшуюся гранату, ворвался в блиндаж и захватил в плен, находившегося там солдата. Был представлен к ордену Отечественной войны 2-й степени. Приказом по 125-му стрелковому корпусу от 30 июня 1944 года он был награждён орденом Славы 3-й степени.
26 августа в районе посёлка Лукова в Люблинском воеводстве группа под командованием сержанта Праслова пробралась к переднему краю противника для захвата контрольного пленного. Праслов обнаружил ячейки с солдатами противника и скрытно подобравшись к ним он обезоружил, находившегося там, солдата противника и вытащил его из ячейки. Группа вернулась в расположение своего подразделения без потерь. Пленный сообщил ценные сведения о противнике. Приказом по 47-й армии от 27 сентября 1944 года он был награждён орденом Славы 2-й степени.
В боях за овладение городом Шнайдемюль (Пила в Польше) 9 февраля 1945 года сержант Праслов с группой разведчиков очистил от противника 6 домов, уничтожив 26 солдат противника и захватив в плен 2-х. Лично Праслов из своего оружия уничтожил 12 солдат противника, чем способствовал быстрейшему взятию города. Указом Президиума Верховного Совета СССР от 31 мая 1945 года он был награждён орденом Славы 1-й степени.
В уличных боях в Берлине командир взвода разведки старшина Праслов дважды проникал в тыл противника и сообщал командованию ценные сведения. Кроме того, в боях он со взводом уничтожил 15 солдат противника и взял в плен 10 солдат. Приказом по 125-му стрелковому корпусу от 7 мая 1945 года он был награждён орденом Отечественной войны 1-й степени.
Старшина Праслов был демобилизован в октябре 1945 года. Вернулся на родину; работал завхозом и председателем колхоза, затем плотником и преподавателем труда в сельской школе.
В 1985 году в ознаменование 40-летия Победы он был награждён вторым орденом Отечественной войны 1-й степени.
Скончался Пётр Петрович Праслов 21 февраля 1994 года.

## Память
- Его именем названа улица в микрорайоне Подклетное в Воронеже.